# Marc Nygaard
Marc Stephen Griffith Nygaard (* 1. September 1976 in Kopenhagen) ist ein ehemaliger dänischer Fußballspieler.

## Karriere im Verein
Nygaard wechselte 1994 von B.93 Kopenhagen zum zwei Jahre zuvor neugegründeten FC Kopenhagen, wo er allerdings nur ein Jahr spielte. Danach verließ er Dänemark und wechselte in die niederländische Ehrendivision zum SC Heerenveen. Dort bestritt er in zwei Jahren 26 Spiele, wo ihm immerhin sechs Tore gelangen und er mit dem Verein 1997 das Pokalfinale erreichte.
Im Sommer des Jahres wechselte er weiter südlich zum MVV Maastricht. Bei den Limburgern schaffte er zwar den Durchbruch, ihm gelangen jedoch nur drei Tore. Daraufhin verließ er Maastricht und wechselte zum Lokalrivalen Roda JC Kerkrade. Beim Verein aus der Stadt an der Grenze zu Deutschland wurde er schnell zum Stammspieler und machte in seinen vier Jahren in Kerkrade 86 Spiele und 13 Tore. Im Jahr 2002 wechselte er auf Leihbasis nach Belgien zum SK Lommel, von wo er aber Anfang 2003 zurückkehrte.
Im Sommer des gleichen Jahres verließ er die Benelux-Region und wechselte zum italienischen Erstligisten Brescia Calcio. Dort konnte sich Nygaard keinen Stammplatz erkämpfen und wurde im Januar 2004 an Catania Calcio verliehen. Nach Ablauf der Leihe im Sommer veranlasste Brescia ein weiteres Leihgeschäft zu Vicenza Calcio. Im Winter 2005 löste Nygaard seinen Vertrag bei Brescia Calcio auf und wechselte zum englischen Zweitligisten Queens Park Rangers, wo er zum Stammspieler wurde.
Drei Jahre später, im Januar 2008, kehrte Nygaard in seine dänische Heimat zurück und ging seitdem für Randers FC auf Torejagd, wo er auch die Kapitänsbinde trug. Im Sommer 2010 lehnte er eine Vertragsverlängerung ab und verließ die Ostjüten, womit Nygaard ab dem 1. Juli vereinslos war.
Im August 2010 wechselte er wieder ins Ausland und heuerte beim deutschen Drittligisten SpVgg Unterhaching an. Für die SpVgg traf Nygaard bereits in seinem ersten Einsatz nach zwei Minuten gegen den FC Rot-Weiß Erfurt. Sein letztes Spiel für den Münchner Vorortklub machte er am 37. Spieltag gegen den SV Sandhausen (0:0). Zur Saison 2011/12 ging er erneut in die Niederlande, wo er bei Helmond Sport in der Eerste Divisie einen Zweijahresvertrag unterschrieb. Nygaard kam für den Klub in sieben Spielen zum Einsatz. Nygaard gab am 12. Mai 2012 das Ende seiner Karriere bekannt.

## Nationalmannschaft
Marc Nygaard gab sein Länderspieldebüt am 15. September 2000 in Kopenhagen im Freundschaftsspiel gegen Deutschland. Er wurde zu Beginn der zweiten Halbzeit für Ebbe Sand eingewechselt. Für „Danish Dynamite“ kam er in sieben Länderspielen zum Einsatz, wobei ihm kein Torerfolg gelang. 2001 qualifizierte er sich mit der Nationalelf für die WM 2002, wurde jedoch im Mai 2002 nicht für den dänischen Kader zum Turnier nominiert. Letztmals für die Nationalelf spielte Nygaard im September 2008, als er im WM-Qualifikationsspiel gegen Ungarn eingesetzt wurde, wobei es sein erster Einsatz für die Nationalelf seit 2002 war.